# Миколине багатство
«Миколине багатство» (рос. Миколино богатство) — радянський анімаційний фільм 1983 року Творчого об'єднання художньої мультиплікації студії Київнаукфільм, режисер — Борис Храневич.

## Сюжет
За мотивами української народної казки. Бідняк Микола прийшов на ярмарок, а грошей у нього немає, тільки мрії і весела вдача. По дорозі додому він потрапив під дощ і сховався в страшному будинку, де і зустрівся з привидом-мельником.

## Над фільмом працювали
- Автор сценарію: Олександр Костинський;
- Режисер: Борис Храневич;
- Художник-постановник: Іван Будз;
- Композитор: Яків Лапинський;
- Оператор: Олександр Мухін;
- Звукооператор: Ізраїль Мойжес;
- Асистенти: Ада Лапчинська, А. Савчук, Ірина Сергєєва;
- Монтаж: С. Васильєва;
- Художники-мультиплікатори: Костянтин Чикін, Михайло Титов, Володимир Врублевський, Адольф Педан, Наталя Марченкова;
- Редактор: Світлана Куценко;
- Директор картини: Іван Мазепа.

### Ролі озвучили:
- Богдан Бенюк;
- Давид Бабаєв-Кальницький (у титрах Д. Бабаєв);
- Людмила Томашевська.